# 法國國鐵TGV Atlantique列車
法國國鐵TGV Atlantique列車（TGV-A）是第二代的TGV，最高營運車速可達300公里/小時，從1989年開始投入法國國家鐵路（SNCF）法國高速鐵路大西洋線的營運。

## 概要
該列車為105雙電流組，編號為301-405，為法國高速鐵路大西洋線而建造新一代TGV，總車長為237.5米（779英尺），寬2.904米（9英尺6.3英寸）共重444噸（437長噸; 489短噸），由兩輛動力車和十個客車組成編列。每列車一共有485個位子。 列車總功率為8,800千瓦（11,801馬力）。 大西洋TGV的最高515.3 km/h世界速度記錄在2007年4月3日被TGV POS打敗，它的最高時速達到574.8公里/小時（357.2英里/小時）。

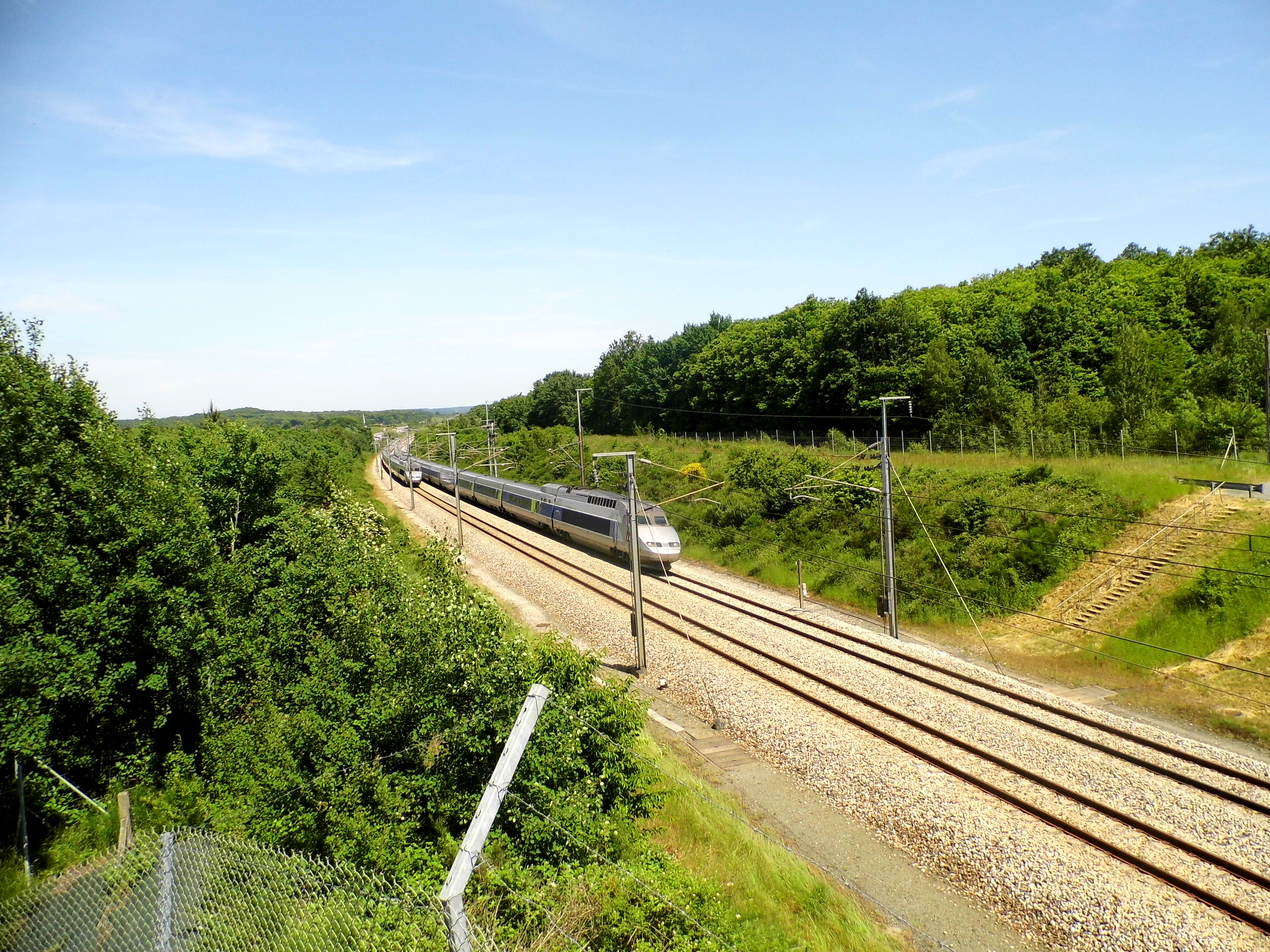
車列正在互相擦過的TGV Atlantique.

## 服務
TGV Atlantique 自服役以來從巴黎蒙帕納斯車站起始連接到:
- 馬西東站 Gare de Massy
- 勒芒
- 昂熱聖讚美、南特、聖納澤爾、拉博勒和克魯瓦西克，
- 永河畔拉羅什、萊沙布勒多洛訥，
- 拉瓦爾
- 旺多姆 - 盧瓦河畔維利耶爾、沙泰勒羅、普瓦捷，
- 尼奧爾、敘爾熱雷、拉羅謝爾
- 呂弗克、昂古萊姆、利布爾訥
- 波爾多聖尚
- 阿根、波旁
- 達克斯
- 巴約訥、比亞里茨、聖讓 - 德呂茲 - 西布勒、昂、艾朗
- 奧爾泰茲、保羅、盧爾德、塔布
- 里昂 - 魯昂

## 車隊詳情
| 系列         | 總列車數量 | 建成        | 營運 | 車號    |
| ------------ | ---------- | ----------- | ---- | ------- |
| Series 24000 | 105        | 1988 – 1992 | SNCF | 301-405 |

## 相關閱讀
- Du Bois, Jean Pierre. . RAIL. No. 81 (EMAP National Publications). June 1988: 9. ISSN 0953-4563. OCLC 49953699.
- Perren, Brian. . RAIL. No. 105 (EMAP National Publications). 21 September – 4 October 1989: 35–42. ISSN 0953-4563. OCLC 49953699.
- Perren, Brian. . RAIL. No. 115 (EMAP National Publications). 8–21 February 1990: 40–43. ISSN 0953-4563. OCLC 49953699.